# 马里尼勒卡韦
马里尼勒卡韦（法語：Marigny-le-Cahouët，法語發音：[maʁiɲi lə kawɛ]）是法国科多尔省的一个市镇，位于该省西部，属于蒙巴尔区。

## 地理
马里尼勒卡韦（47°27'50"N, 4°27'37"E）面积19.28 平方千米，位于法国勃艮第-弗朗什-孔泰大區科多尔省，该省份为法国中东部省份，北起奥布省，西接涅夫勒省和约讷省，南至索恩-卢瓦尔省，东南接汝拉省，东临上索恩省，东北部与上马恩省接壤。
与马里尼勒卡韦接壤的市镇（或旧市镇、城区）包括：普耶奈、拉罗什瓦诺、欧苏瓦地区圣科隆布、圣厄夫罗纳、下沙里尼新城、阿尔奈苏维托、布兰、布罗、沙里尼、沙塞、奥泽兰河畔弗拉维尼。

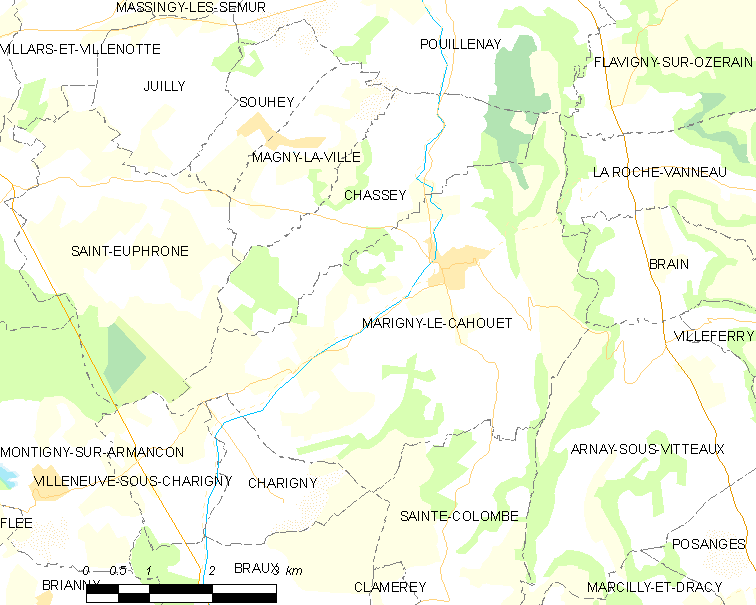
马里尼勒卡韦的OSM定位图

马里尼勒卡韦的时区为UTC+01:00、UTC+02:00（夏令时）。

## 行政
马里尼勒卡韦的邮政编码为21150，INSEE市镇编码为21386。

## 政治
马里尼勒卡韦所属的省级选区为蒙巴尔县。

## 人口

1962-2008年间马里尼勒卡韦人口变化图示

马里尼勒卡韦于2022年1月1日时的人口数量为312人。